# Mouchard (Jura)
Mouchard es una localidad y comuna francesa situada en la región de Franco Condado, departamento de Jura, en el distrito de Lons-le-Saunier y cantón de Villers-Farlay.

## Demografía
| 1079 | 1171 | 1053 | 1052 | 997 | 1018 | 289 |
| Para los censos de 1962 a 1999 la población legal corresponde a la población sin duplicidades (Fuente: INSEE [Consultar]) |      |      |      |     |      |     |